# 20279 Harel
20279 Harel este un asteroid din centura principală de asteroizi.

## Descriere
20279 Harel este un asteroid din centura principală de asteroizi. A fost descoperit pe 20 martie 1998 la Socorro, New Mexico, în cadrul proiectului LINEAR. Asteroidul prezintă o orbită caracterizată de o semiaxă mare de 2,30 ua, o excentricitate de 0,08 și o înclinație de 5,6° în raport cu ecliptica.